# Fort du Bois-d'Oye
Le fort du Bois-d'Oye, appelé également fort de Bermont (car situé sur la commune de Bermont) et brièvement fort Eblé (son nom Boulanger en l'honneur du général Jean-Baptiste Eblé), a été construit entre 1883 et 1887 par l'entreprise Adrien Hallier. C'est un ouvrage faisant partie des fortifications de l'Est de la France du type Séré de Rivières. Il appartenait à la place forte de Belfort. Sa mission consistait à prêter appui aux fort Lachaux et de Vézelois et d'interdire les accès par la vallée de la Savoureuse, entre Montbéliard, Belfort et Delle. 

## Améliorations
En 1890, un abri-caverne, de 247 places, a été construit au nord du fort, sur la commune de Dorans. En cas d'attaque de la place de Belfort, il était destiné à abriter soit des troupes de réserve, soit quand les bombardements les empêchaient de remplir leur mission. Il a servi de PC du quartier Sud du secteur défensif de Montbéliard dans le cadre de la ligne Maginot.
À partir de 1893, le fort fut relié à un certain nombre d'autres forts autour de Belfort grâce à un chemin de fer stratégique.
De 1908 à 1911, le fort a été modernisé : remplacement des caponnières par des coffres de contrescarpe, construction d’un casernement bétonné de 540 places et d'une casemate de Bourges, implantation d’une tourelle de 75R modèle 1905, de 3 observatoires cuirassés et d’une tourelle de 155R modèle 1907, et de 3 tourelles de mitrailleuses.
Des blockhaus de la ligne Maginot ont été construits sur les superstructures dans les années 1930.

## Acquisition par la commune
En octobre 2017, la municipalité de Bermont a acheté le fort au Ministère des Armées.
L'association Bermontfort, créée en janvier 2021, assure son entretien courant et sa valorisation. Les visites, encadrées par des membres de l'association, sont possibles, et le fort est ouvert lors des journées du patrimoine.
Le Bois d'Oye fait partie des 8 forts Séré de Rivières, de la ceinture de Belfort, reliés par un GR de pays, long de 79 km.

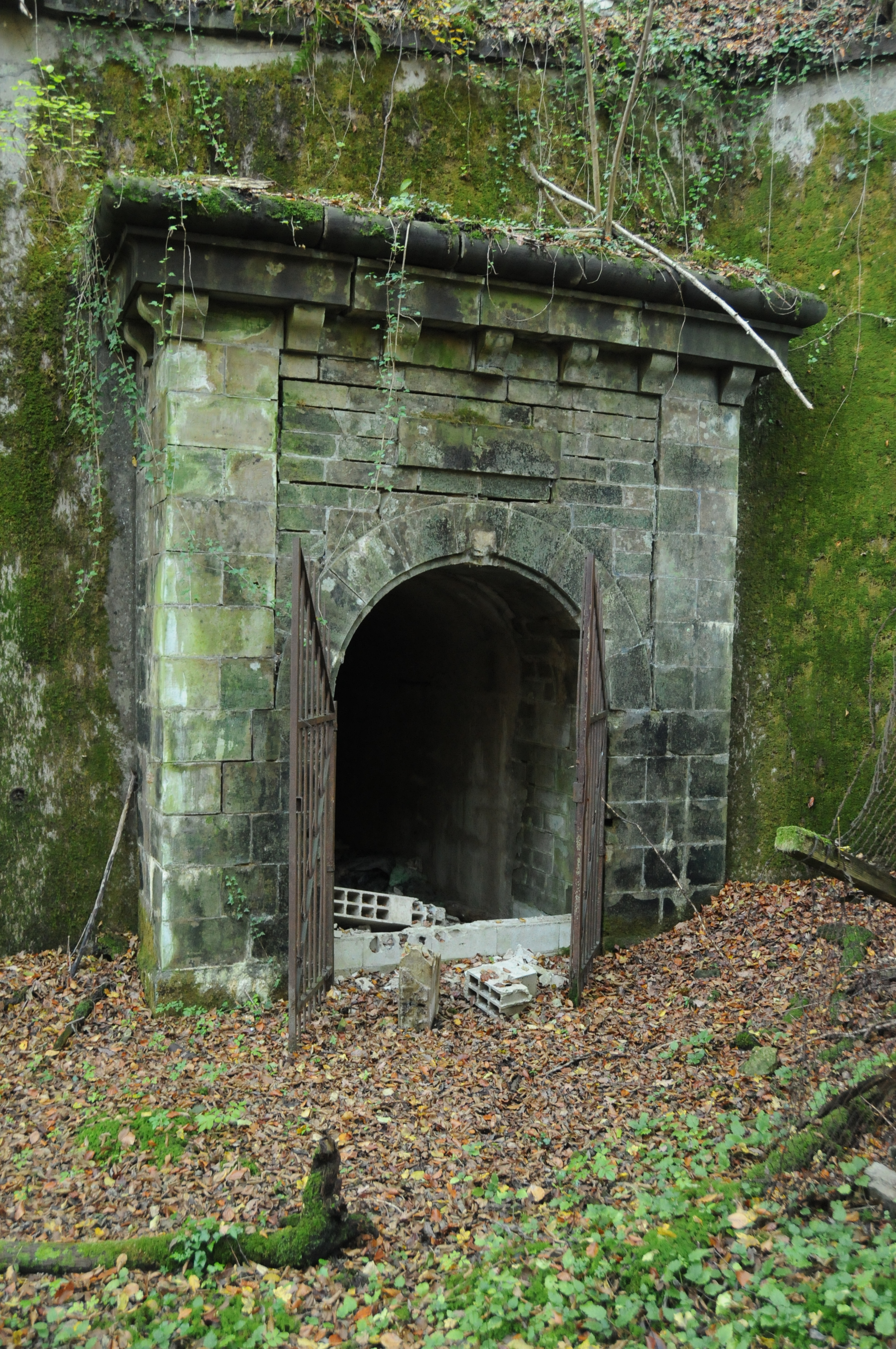
Entrée de l'abri-caverne de Dorans.
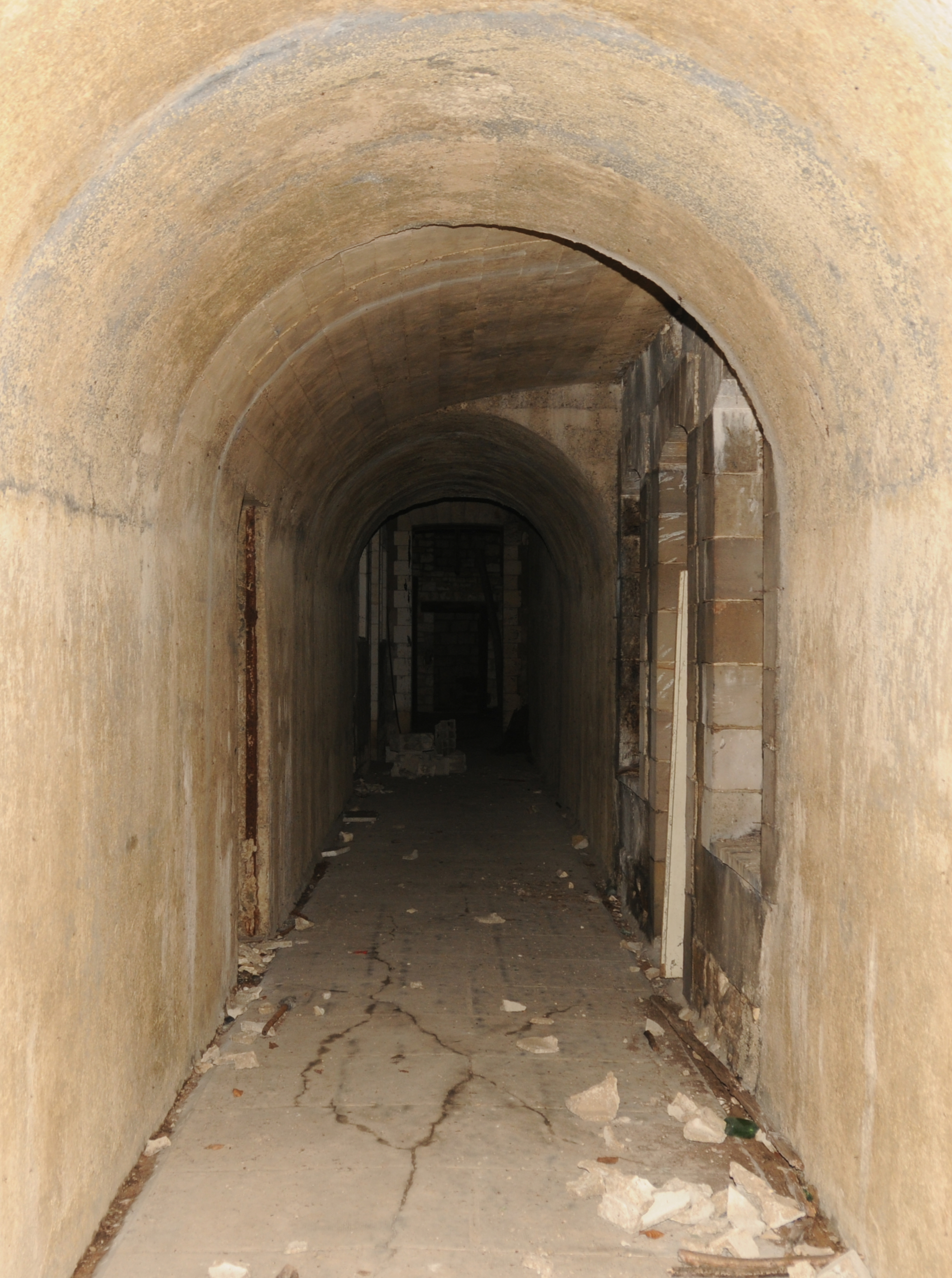
Couloir d'une des entrées de l'abri-caverne de Dorans.
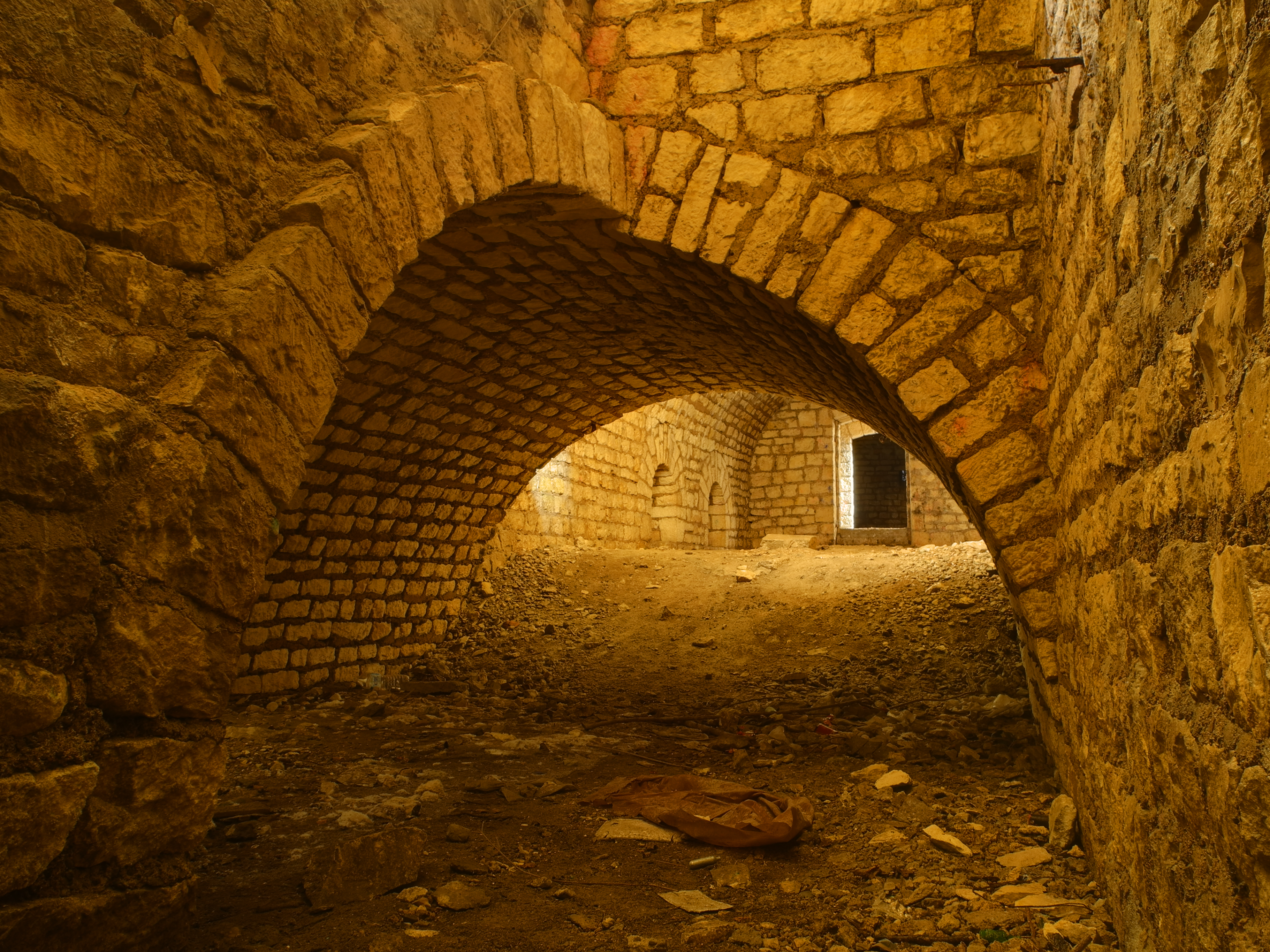
Dans le fort du Bois-d'Oye, dans le casernement d'origine. Photo mars 2011.